# Feminist Africa
Feminist Africa es una revista académica de estudios de género producida por la comunidad de académicas feministas revisada por pares que aborda temas feministas desde una "perspectiva continental africana".
Se inició en 2002 y se editó de 2002 a 2017 desde el Instituto Africano de Género de la Universidad de Ciudad del Cabo. Posteriormente se trasladó al Instituto de Estudios Africanos de la Universidad de Ghana relanzándose una segunda fase de la revista en 2020.
Fue fundada por Amina Mama y  Jane Bennett. Fue acreditada en 2005 por el Departamento de Educación de Sudáfrica. La revista se publica en línea y en abierto aunque también se distribuye una pequeña cantidad de copias impresas.

## Historia
La revista surgió del mandato de un taller continental "Estudios de género para la transformación de África" organizado por el Instituto Africano de Género en Breakwater Lodge en Ciudad del Cabo en enero de 2002.
Según Mama, la revista se creó en parte como respuesta a un sesgo en los estudios existentes sobre la perspectiva de Mujeres en desarrollo " (WID). También como respuesta crítica con las formas en que los académicos varones africanos imitan el orden de género de un sistema cultural globalizador que privilegia la masculinidad y define la "ciencia", el "rigor" y el "dominio" y el "método" en formas que alienan a las mujeres.

El cuadro fundador de «FA» estaba bien versado en lo que significaba buscar la libertad intelectual en instituciones subdesarrolladas y dominadas por hombres y redes académicas que tenían las mismas dificultades con la idea del “feminismo” y la “teoría feminista” que los académicos en cualquier otro lugar. Sin embargo, los académicos africanos articulan su resistencia dentro de los discursos culturales y filosóficos africanos, a los que invocan para rechazar las nociones del feminismo como “no africanas”, un punto de vista que refleja la política de género esencialista arraigada en un nativismo fuertemente masculino. Sin embargo, un creciente movimiento global entre mujeres afrodescendientes abraza y define el feminismo por sí mismas. Lo “africano” en «FA» se basa en los discursos intelectuales africanos radicales que surgieron dentro de los movimientos de liberación de tendencia izquierdista que abrazaron la emancipación de la mujer. Desde una perspectiva política, la cuestión de quién “descubrió” o “inventó” el feminismo es mucho menos relevante que buscar compromisos políticos e ideológicos que nos permitan definir y buscar la libertad y los derechos de las mujeres africanas.
Amina Mama en «Feminist Africa»: A Pan-African Feminist Publication for the 21st Century. Donne in rivista. Vol 15 (2019) 

## Feminismo africano
Amina Mama también señala que «el discurso de la “primera y segunda ola” es tan eurocéntrico que borra por completo las luchas mucho más largas de las mujeres negras occidentales desde los días de la esclavitud masiva, incluidas sus enormes contribuciones tanto al sufragio como a los movimientos por los derechos civiles» y recuerda que las mujeres africanas en su propio continente ganaron el sufragio a través de movimientos anticoloniales, de modo que en la década de 1970 las mujeres africanas estaban encontrando su camino hacia la gobernanza global y representando a sus naciones, o en las zonas aún ocupadas, librando guerras de liberación contra el colonialismo y el apartheid. Un punto de inflexión para Mama fue la Conferencia de la Mujer celebrada en Nairobi en 1985.

## Perspectiva desde las subregiones
Dzodzi Tsikata (Ghana), Charmaine Pereira (Nigeria), Sylvia Tamale (Uganda) y Hope Chigudu (Zimbabwe y Uganda)
El contenido de la revista se centra especialmente en el activismo de las mujeres, el sexismo en la educación superior, el militarismo y la paz, y la violencia contra las mujeres . Patricia van der Spuy y Lindsay Clowes señalan que la publicación de la revista marcó un paso importante en el desarrollo del feminismo sudafricano . La historiadora estadounidense especialista en África Iris Berger ha criticado la revista (como referencia del feminismo africano contemporáneo en general) por dejar de lado la historia de las mujeres africanas coloniales y precoloniales.
Feminist Africa es la primera revista africana "continental" de estudios de género . La revista publica trabajos de académicos africanos en Estados Unidos y analiza la situación de los intelectuales en la diáspora africana .
Feminist Africa no recibe fondos de la Universidad de Ciudad del Cabo (aunque es editada por trabajadores asalariados de la UCT) y depende del patrocinio de donantes internacionales, en particular la Fundación Ford e Hivos .